# NGC 7719/1
NGC 7719/1 је спирална галаксија у сазвежђу Водолија која се налази на NGC листи објеката дубоког неба.
Деклинација објекта је - 22° 58' 29" а ректасцензија 23h 38m 2,6s. Привидна величина (магнитуда) објекта NGC 7719 износи 14,2 а фотографска магнитуда 15,0. NGC 77191 је још познат и под ознакама ESO 536-12, IRAS 23354-2315, PGC 71961.